# Ronaldo Marques
Ronaldo Marques Sereno, mais conhecido simplesmente como Ronaldo Marques (Além Paraíba, 14 de março de 1962) é um ex-futebolista brasileiro que atuava como centroavante.

## Carreira
Revelado pelo Flamengo, onde começou no infantil em 1976, não conseguiu se firmar como titular no time da Gávea, sendo reserva de Nunes.
Pela Seleção Brasileira Sub-20, venceu o Campeonato Mundial em 1981. Em 1983, venceu o Torneio de Toulon também pela Seleção.
Atuou pelo Santos, onde fez parte do elenco Campeão Paulista de 84. Saiu no clube no ano seguinte, após uma briga com o treinador Carlos Castilho.
Em 1985, atuou pelo Bahia (emprestado pelo Botafogo-SP), onde voltou em 1987.
Em 1988, ele se transferiu para o Noroeste de Bauru, onde chegou a brigar pela artilharia do estadual e despertou o interesse de grandes clubes paulistas.
No segundo semestre de 1988, foi contratado pelo Corinthians para substituir Edmar. Estreou no time em 25 de agosto de 1988, no empate com o Bahia em 1 a 1, em partida amistosa. Lá teve a concorrência de Viola, enfrentou problemas de relacionamento com o técnico José Carlos Fescina e por isso não teve muitas oportunidades de jogar com a camisa alvinegra, onde fez apenas 16 partidas pelo Timão e marcou 2 gols.
Voltou ao Noroeste, emprestado, no ano seguinte, onde seguiu marcando gols, por pouco não foi o artilheiro do estadual e depois do Paulistão de 89 foi envolvido em uma troca com a Internacional de Limeira.
Defendeu a Inter entre 1988 e 1999, onde disputou 34 jogos e marcou 4 gols.
Depois da Inter, o centroavante passou por Fortaleza (apenas três meses) e voltou para o Noroeste.
Em 1993, atuou pelo America-RJ.
Passou pelo Yanmar Diesel do Japão e o Hyundai, da Coréia do Sul, onde encerrou a carreira em 1994.